# Alex Borstein
Alexandrea "Alex" Borstein, född 15 februari 1973 i Highland Park, Illinois, är en amerikansk skådespelerska och komiker. Hon är känd genom sketchprogrammet Mad TV och som rösten till Lois Griffin, Loretta Brown och Tricia Takanawa i den amerikanska animerade TV-serien Family Guy.

## Filmografi (filmer som haft svensk premiär)
- 2002 - Showtime - rollsättaren
- 2003 - Bad Santa - Milwaukee-mamman med foto
- 2003 - Mitt liv som popstjärna - Miss Ungermeyer
- 2004 - Catwoman - Sally
- 2005 - Good Night, and Good Luck - Natalie
- 2012 - Ted - Johns mamma
- 2014 – A Million Ways to Die in the West
- 2016 – The Angry Birds Movie (röst)